# Розыгрыш (фильм, 1976)
«Розыгрыш» — советский художественный фильм, полнометражный режиссёрский дебют Владимира Меньшова, снятый в 1976 году и вышедший на экраны 10 января 1977 года.
Лидер проката 1977 года — 33,8 миллионов зрителей. Телевизионная премьера фильма состоялась 13 ноября 1988 года по Первой программе ЦТ.

## Сюжет
Действие разворачивается в обычной советской школе. Происходит драка между двумя старшеклассниками в школьной раздевалке. При разбирательстве один из них, руководитель школьного ансамбля Игорь Грушко, говорит, что это была не драка, а возмездие.
Как оказалось, началось всё с внешне безобидной шутки. На выходных днях, предшествовавших событиям фильма, ученики 9 «б» класса одной из московских школ собрались на вечеринку. Вечеринка затянулась, и ребята не смогли подготовиться к ряду контрольных работ, назначенных на понедельник. Лидер класса Олег Комаровский предложил договориться с учителями перенести контрольные, а так как с учительницей математики и классным руководителем 9-«б» Марией Васильевной Девятовой договориться было невозможно, то он предложил попытаться обмануть Марию Васильевну, сказав ей, что она якобы не предупреждала о контрольной. Розыгрыш состоялся, все, кого Девятова спрашивала, в том числе и Комаровский, подтвердили, что о контрольной ничего не говорилось. Всё раскрылось случайно. Учительница, успевшая уже извиниться перед девятиклассниками, начала объяснять новую тему и вдруг неожиданно спросила скромную и застенчивую Таю Петрову, которую в классе за глаза называли «юродивой» за её болезненность, правдивость и прочие «странности», предупреждала ли она о контрольной. Тая не смогла солгать и расплакалась. Мария Васильевна поняла, что её обманули. Возмущённая жестокостью учеников, Мария Васильевна всем, кого спрашивала о контрольной, в том и числе и Комаровскому, поставила по единице, перед этим прочитав классу суровую нотацию о неприемлемости для неё лжи и аморальности случившегося: «Всё-таки контрольная состоялась. Только вот задачи в ней были не тригонометрические, а нравственные. А решили вы их неверно».
В это же время в классе появляется новый ученик Игорь Грушко. Он живёт с тёткой, потому что мать умерла, а у отца новая семья. Но у него есть талант — он играет на гитаре, пишет песни и мечтает набрать группу музыкантов. Что он и делает, несмотря на препятствия. Комаровский понимает, что его позициям лидера был нанесён урон, и пытается выправить положение. Но весь конфликт фильма основан на разности жизненных ценностей. Для Игоря это — правда, честность, возможность заниматься творчеством, нести в этот мир счастье. Он, конечно, не формулировал это так, но занимался именно этим. Стоит только послушать его песню «Бабочки». Для Олега же главное — достижение цели.
Комаровский из-за выставленной ему за розыгрыш единицы приносит извинения у учительницы, и просит её исправить единицу, так как снижение его итоговой оценки не даёт ему возможность участвовать в Олимпиаде, что уменьшает его возможность поступить в избранный ВУЗ. Но Мария Васильевна категорически отказывается исправить единицу, демонстрируя холодную принципиальность. Она категорично отказывает и в просьбе своей любимице Таи исправить единицу Комаровскому, попутно обвиняя её во лжи, так как Тая сказала, что Комаровский не просил её об этом.
Класс готовится поздравить свою учительницу с 55-летним юбилеем.
Фильм заканчивается празднованием 55-летия Марии Васильевны, в ходе которого Комаровский, безуспешно пытавшийся уговорить её убрать единицу, высказывается учительнице, что на самом деле она — неудачница, ничего не добилась, и тридцать три года сидит на одном стуле, а поздравления класса называет показухой, после чего обзывает Таю Петрову юродивой и выходит из класса. Перед исполнением финальной песни «Когда уйдём со школьного двора» Грушко выбегает за Комаровским. Он находит Комаровского в раздевалке, их взгляды встречаются, последовавшая за этим драка остаётся за кадром.

## В ролях

### Педагоги
- Евгения Ханаева — Мария Васильевна Девятова, классный руководитель 9-го «Б», учительница математики
- Наталья Фатеева — Калерия Георгиевна, завуч
- Зиновий Гердт — Карл Сигизмундович Йоликов, учитель химии
- Гарри Бардин — учитель французского языка
- Павел Винник — Семён Семёнович, завхоз
- Муза Крепкогорская — Руфина Андреевна, учительница
- Любовь Мышева — учительница

### Ученики 9 «Б» класса
- Наталья Вавилова — Тая Петрова, ученица 9-го «Б», подружка Игоря Грушко
- Дмитрий Харатьян — Игорь Грушко, ученик 9-го «Б», руководитель музыкальной группы
- Андрей Гусев — Олег Комаровский, ученик 9-го «Б», неформальный лидер класса
- Александр Жильцов — Андрей Никитин, ученик 9-го «Б», член музыкальной группы
- Николай Константинов — Шурик Корбут, ученик 9-го «Б», член музыкальной группы
- Арсен Михайлов — Илья Вардзиели, ученик 9-го «Б», член музыкальной группы
- Евдокия Германова — Даша Розанова, ученица 9-го «Б»
- Ирина Кораблёва — Алиска, ученица 9-го «Б»
- Галина Манухина — Тома, ученица 9-го «Б»

### В остальных ролях
- Олег Табаков — отец Комаровского
- Нина Савищева — ученица 9-го «Б», комсорг
- Дмитрий Николаев — Зорин-Кротов, ученик 9-го «Б», классный поэт
- Ирина Мурзаева — Фира Соломоновна, соседка Девятовой
- Владимир Меньшов — Владимир Валентинович, учитель физкультуры
- Алексей Борзунов — Малышев, лейтенант милиции
- Мария Виноградова — Анна Ефремовна, техничка
- Павел Максименков — ученик 9-го «Б» (нет в титрах)

## Съёмочная группа
- Автор сценария: Семён Лунгин
- Режиссёр-постановщик: Владимир Меньшов
- Главный оператор: Михаил Биц
- Главный художник: Борис Бланк
- Композитор: Александр Флярковский
- Текст песен: Алексей Дидуров

## История создания
Сценарий «Розыгрыша» был подготовлен Семёном Лунгиным ещё в 1972 году, но тема школьной жизни казалась на тот момент исчерпанной. Владимир Меньшов своей игрой в фильме «Человек на своём месте» завоевал расположение директора киностудии Николая Сизова, и, заявив ему в деловом разговоре о своих режиссёрских амбициях, получил на руки стопку сценариев из редакторских запасников; лучшим вариантом ему показался «Розыгрыш» (хотя впоследствии Меньшов признавался, что это не совсем та картина, которую он хотел делать в качестве своего дебюта).
Для 15-летнего Дмитрия Харатьяна роль в фильме стала дебютом; на пробы он пришёл по настоянию знакомой, Гали Стовбунской. Для роли волосы Харатьяна красили копировальной бумагой. Наталья Вавилова и Евдокия Германова сыграли свои первые заметные роли. Самым опытным из молодых артистов оказался Андрей Гусев, успевший сняться к тому времени в четырёх фильмах.
Роль классной руководительницы девятого «Б» очень хотела сыграть Лидия Смирнова, но Меньшов, видевший в этой роли только Евгению Ханаеву, не мог сразу ответить отказом такой знаменитой актрисе, и предложил пройти пробы обеим претенденткам. После просмотра отснятого материала не только Меньшов, но и представители Мосфильма (утверждавшие кандидатуры исполнителей ролей) приняли решение отдать роль Ханаевой.
Съёмки проходили в Москве:
- В школе № 59, имени Н. В. Гоголя (бывшая Медведниковская гимназия), по адресу: Староконюшенный переулок, д. 18;
- В бассейне под открытым небом «Чайка»;
- Возле входа в 1-й корпус Московского института инженеров железнодорожного транспорта;
- В кафе «Лель» на проспекте Мира, 112[6].

После выхода фильма на Харатьяна обрушилась популярность, к чему актёр был не готов.

## Музыка
В фильме прозвучали песни композитора А. Флярковского на стихи Алексея Дидурова в исполнении ВИА «Добры молодцы», в их числе — ставшая знаменитой «Когда уйдём со школьного двора (Прощальный школьный вальс)». Дидуров на тот момент был известен своими «неидеологическими» статьями и стихами, но Меньшов (по наводке поэта Юрия Ряшенцева) отстоял именно его. Было написано около 30 песен, пять из которых вошли в фильм: «Прощальный вальс (Когда уйдём со школьного двора…)», «Бабочки», «Стрижи», «Первый дождь», «Просто сел с тобой случайно я».
В. Меньшов дал Харатьяну возможность записать свой вокал в студии, но от волнения парень не попадал в ноты, и (ввиду недостатка студийного времени) за него спел солист ансамбля «Добры молодцы» Анатолий Киселёв. Одним из солистов ВИА также выступал Алексей Глызин.

## Награды
- Приз ЦК ВЛКСМ «Алая гвоздика» за лучший фильм 1976 года для детей и юношества[3];
- Премия за лучшее исполнение женской роли Евгении Ханаевой, специальный диплом за сценарий Семёну Лунгину Всесоюзного кинофестиваля 1977 года в Риге[3];
- Государственной премии РСФСР имени Н. К. Крупской 1978 года удостоены: сценарист Семён Лунгин, режиссёр Владимир Меньшов, оператор Михаил Биц, актриса Евгения Ханаева[5].

## Ремейк
В 2008 году по этому фильму был снят ремейк с тем же названием, в котором Дмитрий Харатьян сыграл роль отца Олега Комаровского (в новом фильме — Комарова), а Евдокия Германова — роль мамы Таи Петровой.